# Premna
Premna  é um gênero botânico da família Verbenaceae

## Espécies
Composta por 301 espécies:
- Premna abbreviata
- Premna acaulis
- Premna acuminata
- Premna acuminatissima
- Premna acutata
- Premna acutifolia
- Premna adenosticta
- Premna alba
- Premna alstonii
- Premna ambongensis
- Premna amplectans
- Premna angolensis
- Premna angustata
- Premna angustiflora
- Premna angustifolia
- Premna angustior
- Premna anthopotamica
- Premna annulata
- Premna arborea
- Premna areolata
- Premna asperrima
- Premna attenuata
- Premna atra
- Premna aureolepidota
- Premna balakrishnanii
- Premna balansae
- Premna barbata
- Premna bengalensis
- Premna benguetensis
- Premna benthamiana
- Premna bequaerti
- Premna bodinieri
- Premna borneensis
- Premna bracteata
- Premna brongersmai
- Premna calycina
- Premna cambodiana
- Premna cana
- Premna capitata
- Premna cardiophylla
- Premna cauliflora
- Premna cavaleriei
- Premna ceramensis
- Premna chevalieri
- Premna chrysoclada
- Premna claessensi
- Premna collinsae
- Premna colorata
- Premna confinis
- Premna congesta
- Premna congolensis
- Premna cordata
- Premna cordifolia
- Premna coriacea
- Premna corymbosa
- Premna crassa
- Premna cumingiana
- Premna curranii
- Premna cyclophylla
- Premna dallachyana
- Premna debiana
- Premna decaryi
- Premna decurrens
- Premna densiflora
- Premna dentatifolia
- Premna depauperata
- Premna derryana
- Premna discolor
- Premna divaricata
- Premna doncaria
- Premna dopii
- Premna dubia
- Premna elskensi
- Premna esculenta
- Premna esquirolii
- Premna ferruginea
- Premna flavescens
- Premna flavida
- Premna fohaiensis
- Premna fordii
- Premna formosana
- Premna fortunati
- Premna foetida
- Premna fulva
- Premna garrettii
- Premna gaudichaudii
- Premna glaberrima
- Premna glabra
- Premna glandulifera
- Premna glandulosa
- Premna glycycocca
- Premna gmelinoides
- Premna goeringii
- Premna gracillima
- Premna gracilis
- Premna grandifolia
- Premna grossa
- Premna guillauminii
- Premna hainanensis
- Premna hamiltonii
- Premna hans
- Premna henryana
- Premna herbacea
- Premna hildebrandtii
- Premna hircina
- Premna hispida
- Premna holstii
- Premna humberti
- Premna hutchinsonii
- Premna hylandiana
- Premna inaequilateralis
- Premna integerrima
- Premna integrifolia
- Premna interrupta
- Premna involucrata
- Premna japonica
- Premna khasiana
- Premna kunstleri
- Premna lamii
- Premna lanata
- Premna lamii
- Premna lanata
- Premna latifolia
- Premna laevigata
- Premna ledermanni
- Premna lepidella
- Premna leucostoma
- Premna leytensis
- Premna lignum
- Premna ligustroides
- Premna limbata
- Premna littoralis
- Premna longiacuminata
- Premna longifolia
- Premna longipes
- Premna longipetiolata
- Premna longipila
- Premna lucens
- Premna lucidula
- Premna luxurians
- Premna maclurei
- Premna macrodonta
- Premna macrophylla
- Premna macroscyphon
- Premna madagascariensis
- Premna mairei
- Premna mariannarum
- Premna martini
- Premna matadiensis
- Premna maxima
- Premna media
- Premna mekongensis
- Premna melanophylla
- Premna membranacea
- Premna membranifolia
- Premna merinoi
- Premna micrantha
- Premna microphylla
- Premna milleflora
- Premna milnei
- Premna minor
- Premna mooiensis
- Premna mollissima
- Premna moluccana
- Premna mortehani
- Premna mucronata
- Premna multiflora
- Premna mundanthuraiensis
- Premna nana
- Premna nauseosa
- Premna nervosa
- Premna neurophylla
- Premna nimmoniana
- Premna nitida
- Premna novoguineensis
- Premna oblongata
- Premna oblongifolia
- Premna obovata
- Premna obtusifolia
- Premna octonervia
- Premna odorata
- Premna oligantha
- Premna oligotricha
- Premna opulifolia
- Premna orangeana
- Premna oswaldi
- Premna ovalifolia
- Premna ovata
- Premna paisehensis
- Premna pallescens
- Premna paniculata
- Premna papuana
- Premna parasitica
- Premna parviflora
- Premna parvifolia
- Premna parvilimba
- Premna paucinervis
- Premna paulobarbata
- Premna peii
- Premna peekelii
- Premna perakensis
- Premna perrieri
- Premna perrottetii
- Premna perplexans
- Premna philippinensis
- Premna pilosa
- Premna pinnatifolia
- Premna pinguis
- Premna polita
- Premna populifolia
- Premna procumbens
- Premna protrusa
- Premna puberula
- Premna pubescens
- Premna punctulata
- Premna punduana
- Premna punicea
- Premna puerensis
- Premna purpurascens
- Premna pygmaea
- Premna pyramidata
- Premna quadridentata
- Premna quadrifolia
- Premna rabakensis
- Premna racemosa
- Premna ramosa
- Premna regularis
- Premna repens
- Premna resinosa
- Premna reticulata
- Premna richardsii
- Premna ridleyi
- Premna rotundifolia
- Premna roxburghiana
- Premna rubens
- Premna rubroglandulosa
- Premna rufidula
- Premna ruttenii
- Premna salvifolia
- Premna salviifolia
- Premna sambucina
- Premna scandens
- Premna schimperi
- Premna schliebenii
- Premna scoriarum
- Premna senensis
- Premna serrata
- Premna serratifolia
- Premna sessilifoiia
- Premna siamensis
- Premna somaliensis
- Premna spinosa
- Premna staminea
- Premna stellata
- Premna stenantha
- Premna stenobotrys
- Premna steppicola
- Premna sterculiifolia
- Premna straminicaulis
- Premna suaveolens
- Premna suavis
- Premna subcapitata
- Premna subcordata
- Premna subglabra
- Premna subrotundifolia
- Premna subscandens
- Premna sulphurea
- Premna sumatrana
- Premna sunyiensis
- Premna syringaefolia
- Premna szemaoensis
- Premna taitensis
- Premna tanganyikensis
- Premna tateana
- Premna tenii
- Premna thorelii
- Premna thrysiflora
- Premna thwaitesii
- Premna thyrsoidea
- Premna tiliaefolia
- Premna timoriana
- Premna tomentosa
- Premna tracyana
- Premna trichostoma
- Premna truncata
- Premna umbellata
- Premna urticifolia
- Premna valbrayi
- Premna velutina
- Premna venulosa
- Premna verticillata
- Premna vestita
- Premna viburnoides
- Premna villosa
- Premna wightiana
- Premna williamsii
- Premna woodii
- Premna wrayi
- Premna yunnanensis
- Premna zanzibarensis
- Premna zenkeri

## Nome e referências
Premna Linnaeus